# Municipio de Merry Green
El municipio de Merry Green (en inglés: Merry Green Township) es un municipio ubicado en el condado de Grant en el estado estadounidense de Arkansas. En el año 2010 tenía una población de 7213 habitantes y una densidad poblacional de 51,63 personas por km².

## Geografía
El municipio de Merry Green se encuentra ubicado en las coordenadas 34°19′21″N 92°24′10″O / 34.32250, -92.40278. Según la Oficina del Censo de los Estados Unidos, el municipio tiene una superficie total de 139.71 km², de la cual 139.47 km² corresponden a tierra firme y (0.17%) 0.24 km² es agua.

## Demografía
Según el censo de 2010, había 7213 personas residiendo en el municipio de Merry Green. La densidad de población era de 51,63 hab./km². De los 7213 habitantes, el municipio de Merry Green estaba compuesto por el 95.77% blancos, el 1.12% eran afroamericanos, el 0.37% eran amerindios, el 0.43% eran asiáticos, el 0.01% eran isleños del Pacífico, el 0.93% eran de otras razas y el 1.36% pertenecían a dos o más razas. Del total de la población el 2.12% eran hispanos o latinos de cualquier raza.